# Coupe de Belgique de football 2002-2003
Navigation
Édition précédente Édition suivante
La Coupe de Belgique 2002-2003 était la 49e édition de la Coupe de Belgique et a vu la victoire de la RAA Louviéroise face à Saint-Trond au Stade Roi-Baudouin à Bruxelles. 
C'est à ce jour le dernier titre majeur d'un club de la province du Hainaut et le seul de la RAA Louviéroise.

## Tableau final

### Seizièmes de finale
| Équipe 1                 | Équipe 2                  | Score final |
| ------------------------ | ------------------------- | ----------- |
| RAA Louvièroise          | K. SC Tongres             | 1-0         |
| Royal Excelsior Virton   | K. RC Genk                | 1-3         |
| Sporting Charleroi       | K. EG Gistel              | 3-1         |
| RCS Visé                 | Standard de Liège         | 0-3         |
| Club Bruges KV           | K. FCS Wevelgem City      | 2-0         |
| Royal Excelsior Mouscron | VV Overpelt Fabriek       | 1-0         |
| KFC Dessel Sport         | K. United Overpelt-Lommel | 1-5         |
| Germinal Beerschot       | Patro Eisden              | 3-0         |
| Racing Jet Wavre         | K. VC Westerlo            | 0-3         |
| R. AEC Mons              | K. SC Lokeren Oost-Vl.    | 2-1         |
| Heusden-Zolder SK        | R. Antwerp FC             | 0-2         |
| R. SC Anderlecht         | Cercle Bruges K. SV       | 3-1         |
| KAA La Gantoise          | K. V Turnhout             | 1-3         |
| K. Lierse K              | FC Malines                | 1-0         |
| K. Berchem Sport         | K. Sint-Truidense VV      | 0-3         |

### Huitièmes de finale
| Équipe 1                  | Équipe 2                 | Score final   |
| ------------------------- | ------------------------ | ------------- |
| K. RC Genk                | RAA Louvièroise          | 1-1 (3-4 pen) |
| Sporting Charleroi        | Standard de Liège        | 1-2           |
| Club Bruges KV            | K. VV Bocholt            | 6-1           |
| K. United Overpelt-Lommel | Royal Excelsior Mouscron | 2-1           |
| Germinal Beerschot        | K. VC Westerlo           | 2-0           |
| R. Antwerp FC             | R. AEC Mons              | 2-0           |
| R. SC Anderlecht          | K. V Turnhout            | 2-1           |
| K. Sint-Truidense VV      | K. Lierse K              | 0-0 (4-3 pen) |

### Quarts de finale
| Équipe 1          | Équipe 2                  | Aller | Retour | Total         |
| ----------------- | ------------------------- | ----- | ------ | ------------- |
| Standard de Liège | RAA Louvièroise*          | 3-1   | 0-2    | 3-3*          |
| Club Bruges KV    | K. United Overpelt-Lommel | 3-2   | 0-2    | 3-4           |
| R. Antwerp FC     | Germinal Beerschot        | 2-1   | 0-3    | 2-4           |
| R. SC Anderlecht  | K. Sint-Truidense VV      | 1-0   | 0-1    | 1-1 (3-4 pen) |

- * qualifié au but à l'extérieur.

### Demi-finales
| Équipe 1                  | Équipe 2           | Aller | Retour | Total |
| ------------------------- | ------------------ | ----- | ------ | ----- |
| K. United Overpelt-Lommel | RAA Louvièroise*   | 3-2   | 0-2    | 3-4   |
| K. Sint-Truidense VV      | Germinal Beerschot | 1-0   | 0-0    | 1-0   |

### Finale
Le match de la finale de la coupe est joué le dimanche 1er juin 2003, au Stade Roi Baudouin de Bruxelles.
| 1er juin 2003 | RAA Louviéroise                      | 3 - 1   | Saint-Trond VV | Stade Roi Baudouin                             |                                                |
| 16 h 00       | Ishiaku 27e · Arts 35e · Ishiaku 72e | (2 - 0) | 84e Buvens     | Spectateurs : 32 000 Arbitrage : Johan Verbist | Spectateurs : 32 000 Arbitrage : Johan Verbist |

| RAA Louviéroise | Saint-Trond VV |

| RAA Louviéroise : |    |                     |     |
|                   |    |                     |     |
| Gardien de but    | 12 | Jan Van Steenberghe |     |
|                   | 2  | Didier Ernst        |     |
|                   | 4  | Thierry Siquet      |     |
|                   | 21 | Domenico Olivieri   |     |
|                   | 5  | Michael Klukowski   |     |
|                   | 17 | Davy Cooreman       |     |
|                   | 6  | Georges Arts        |     |
|                   | 8  | Alan Haydock        |     |
|                   | 19 | Rachid Belabed      |     |
|                   | 25 | Peter Odemwingie    | 71e |
|                   | 20 | Manasseh Ishiaku    | 90e |
| Remplaçants :     |    |                     |     |
|                   | 14 | Emmanuel Kenmogne   | 71e |
|                   | 3  | Olivier Guilmot     | 90e |
|                   | 22 | Quentin Di Grazio   |     |
| Coach :           |    |                     |     |
| Ariël Jacobs      |    |                     |     |

| Saint-Trond VV : |    |                   |     |
|                  |    |                   |     |
| Gardien de but   | 1  | Dušan Belić       |     |
|                  | 4  | Peter Voets       | 46e |
|                  | 3  | Nicky Hayen       |     |
|                  | 19 | Claude Kalisa     | 71e |
|                  | 14 | Thomas Caers      | 76e |
|                  | 8  | Gunter Verjans    |     |
|                  | 17 | Peter Delorge     |     |
|                  | 13 | Bram Vangeel      |     |
|                  | 15 | Désiré Mbonabucya |     |
|                  | 25 | Danny Boffin      |     |
|                  | 9  | Marcos Pereira    |     |
| Remplaçants :    |    |                   |     |
|                  | 2  | Wouter Vrancken   | 46e |
|                  | 11 | Kris Buvens       | 71e |
|                  | 5  | Stijn Vangeffelen | 76e |
| Coach :          |    |                   |     |
| Jacky Mathijssen |    |                   |     |